# Чапаєв (Казахстан)
Чапа́єв (каз. Чапаев) — село, центр Акжаїцького району Західноказахстанської області Казахстану. Адміністративний центр Чапаєвського сільського округу.
У радянські часи село називалось Лбіщенськ, у період 1899–1992 років мало статус міста.
Населення — 9642 особи (2021; 8476 у 2009, 8344 у 1999, 8191 у 1989).